# Dešná (okres Zlín)
Obec Dešná se nachází v okrese Zlín ve Zlínském kraji. Žije zde 205 obyvatel.

## Název
V roce 1373 (a 1548) je vesnice jmenována jako Deščná, v roce 1407 Deščné, v mladších dokladech pak Dešná. Přídavné jméno deščná (tj. ves) znamenalo buď "desková" (pak by byla vesnice pojmenována podle stavebního materiálu, desek) nebo "dešťová" (pak by ves byla nazvána podle potoka bohatého za deště na vodu).

## Historie
První písemná zmínka o obci pochází z roku 1373.

## Pamětihodnosti
- Měšťanský dům č.p. 15

## Další fotografie

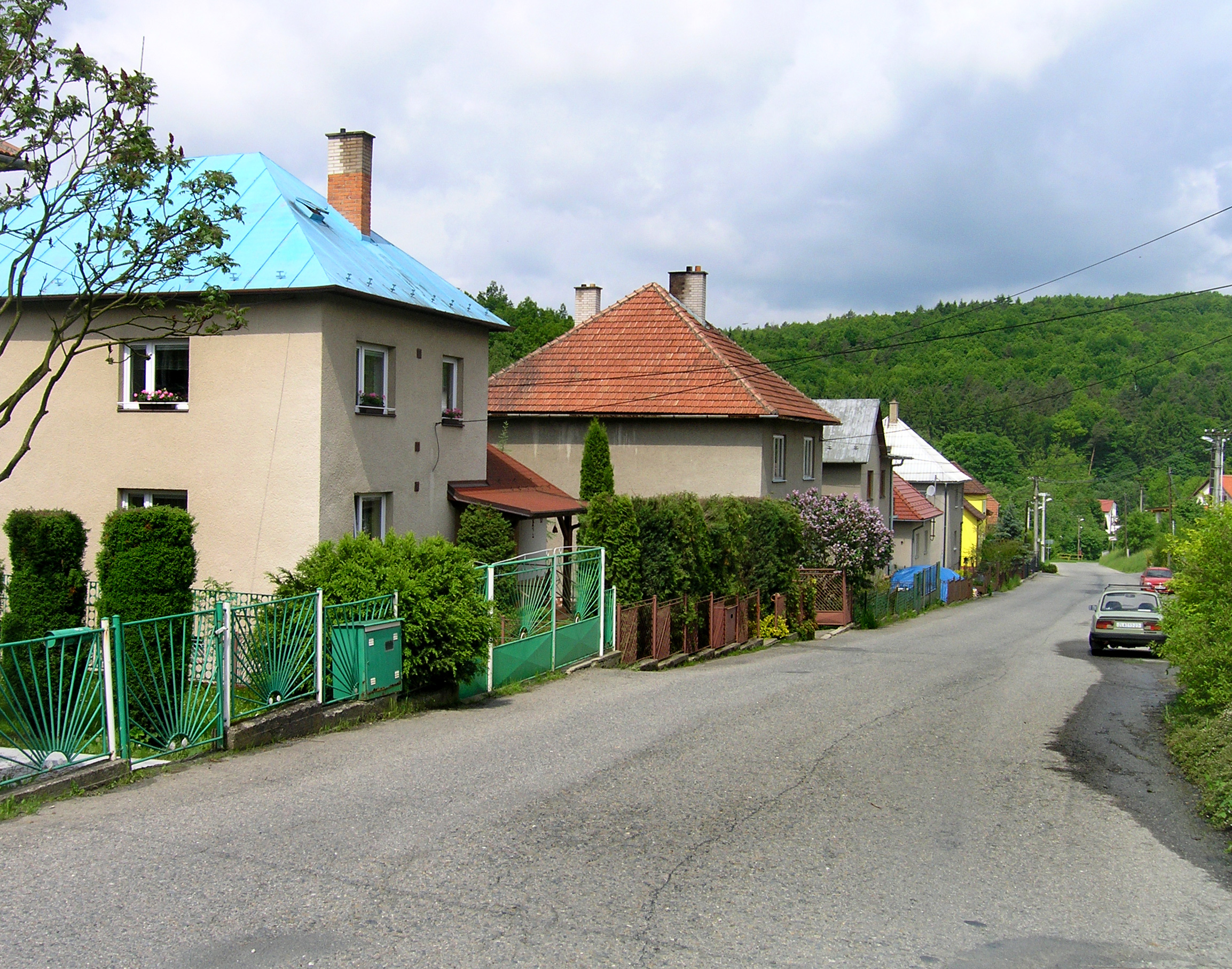
Silnice k Slušovicím
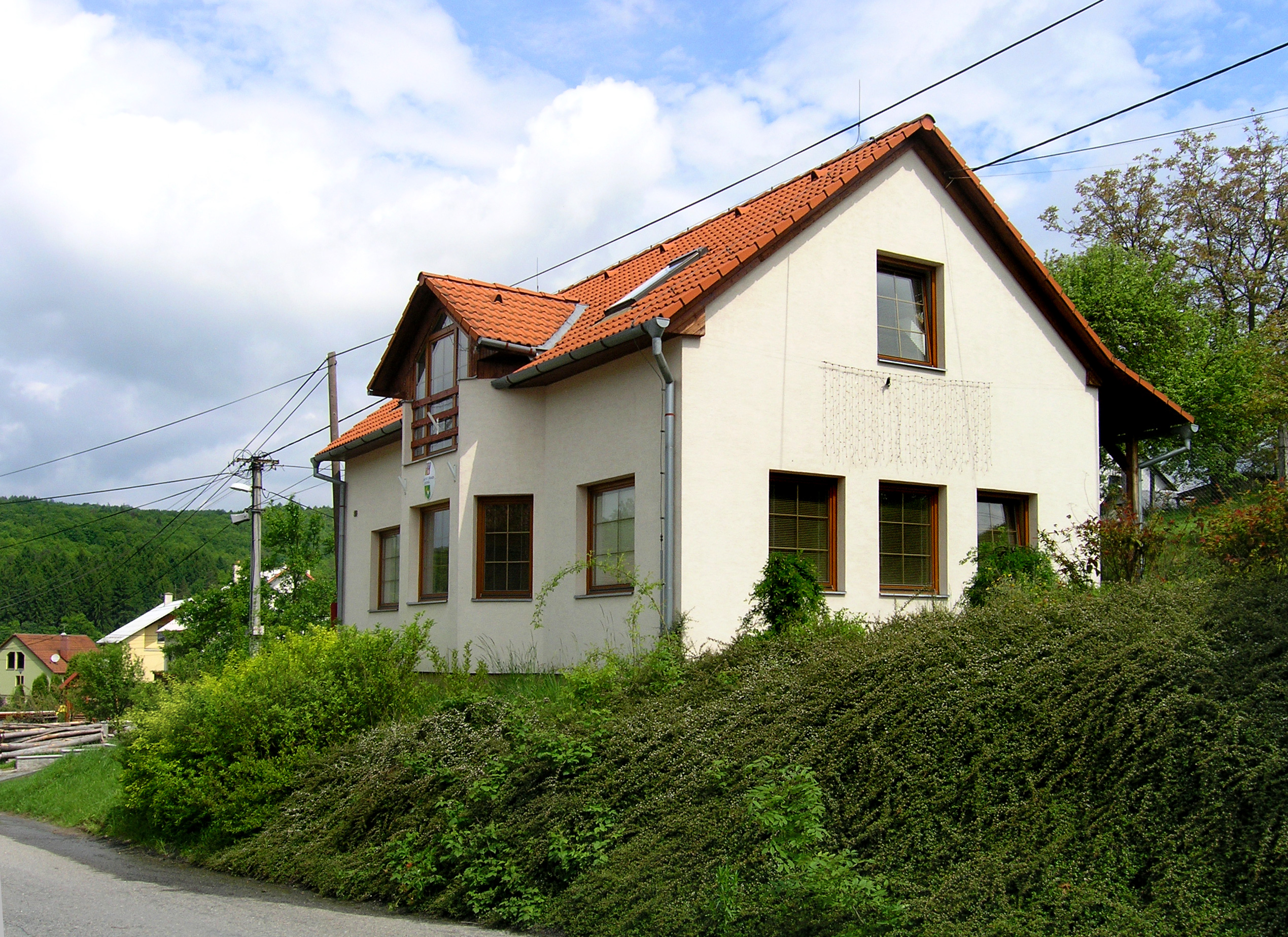
Obecní úřad
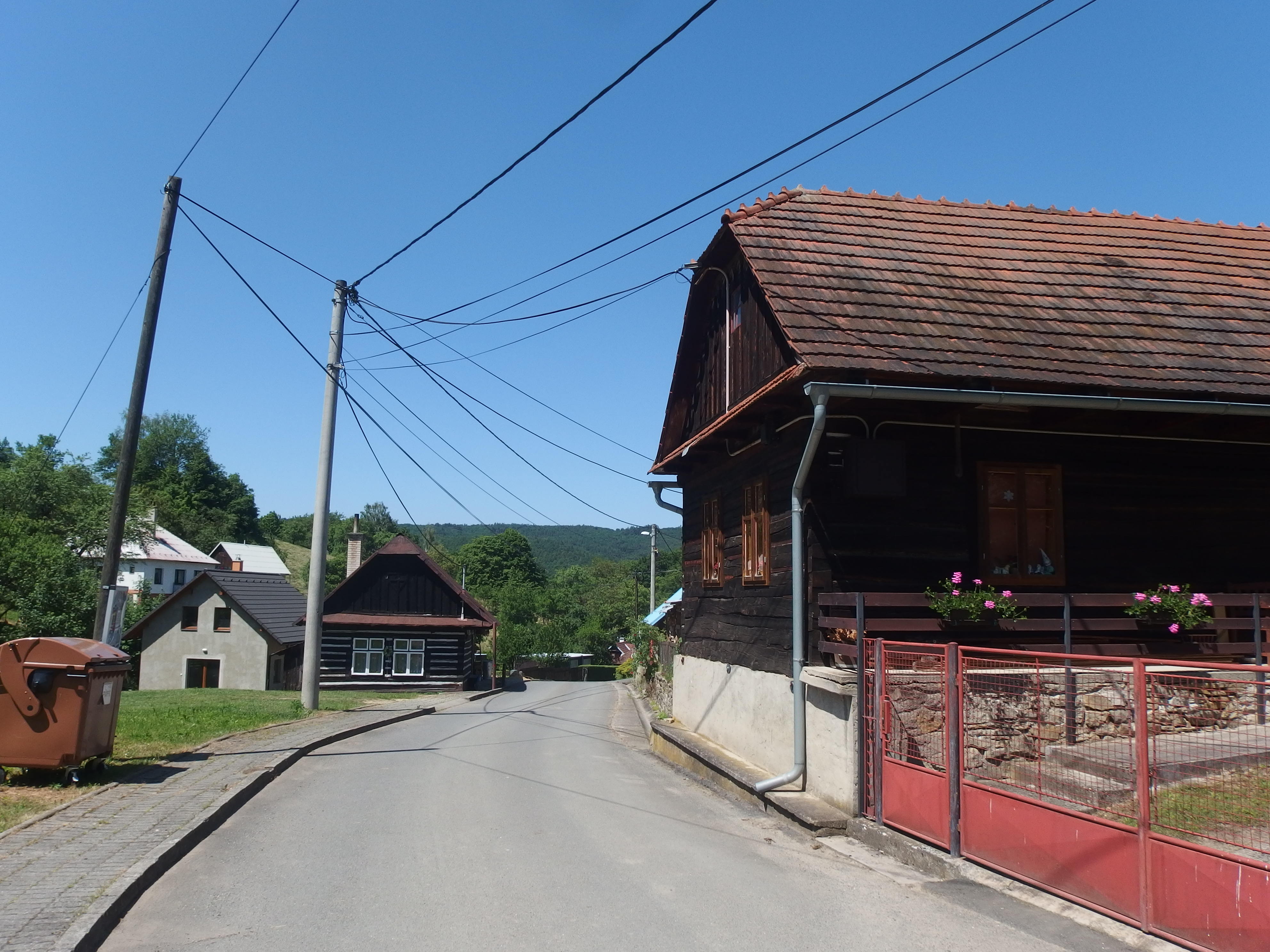
Zbytky původní zástavby
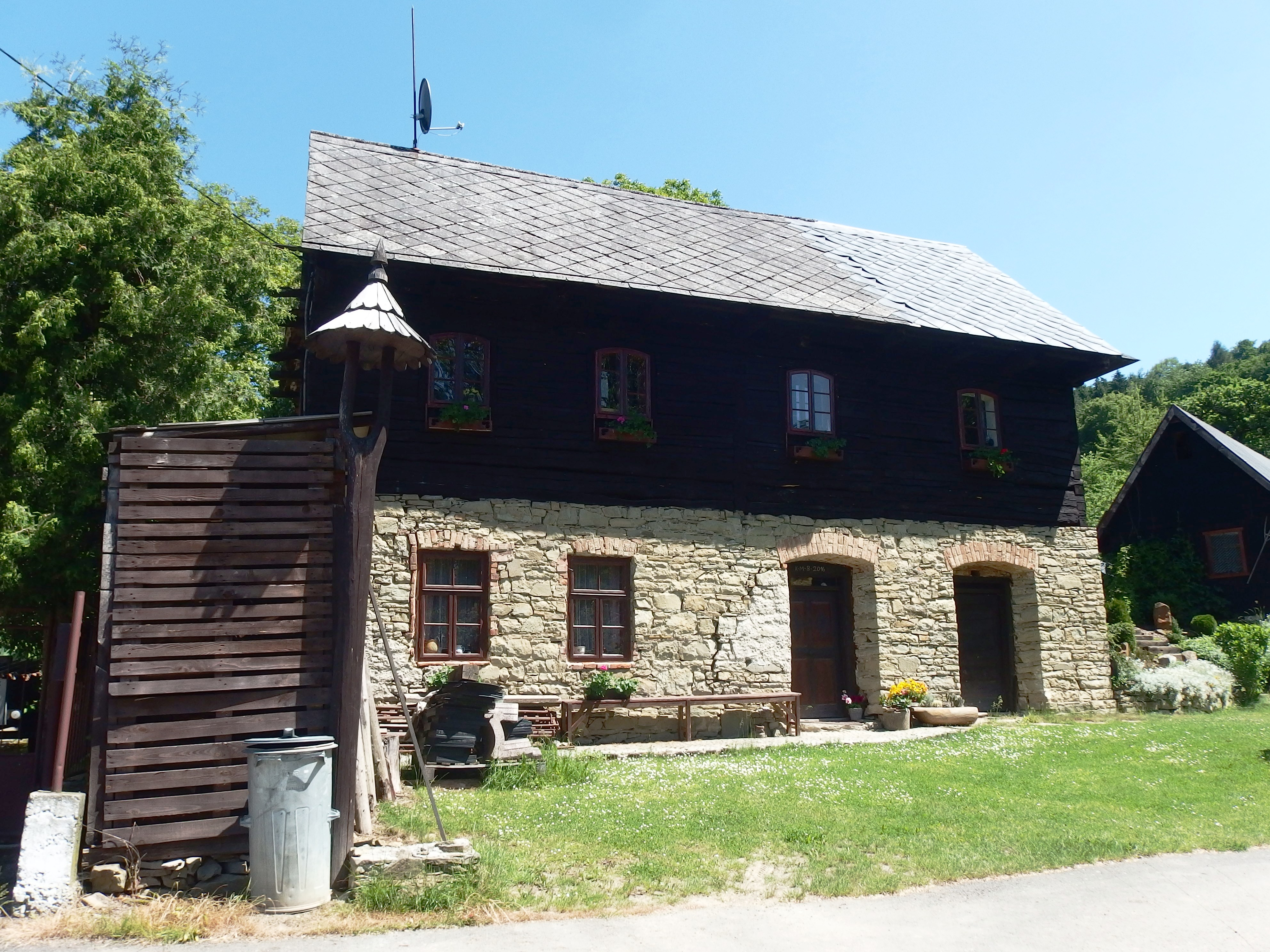
Památkově chráněný dům č. p. 15